# Srce nije u modi (2000.)
Srce nije u modi, hrvatski dugometražni film iz 2000. godine.